# Хан, Рахим
Рахим Хан (урду رحیم خان‎, англ. Rahim Khan, 20 апреля 1971) — пакистанский хоккеист (хоккей на траве), нападающий. Участник летних Олимпийских игр 1996 года, чемпион мира 1994 года, бронзовый призёр летних Азиатских игр 1994 года.

## Биография
Рахим Хан родился 20 апреля 1971 года.
Начал заниматься хоккеем на траве во время учёбы в школе. Играл за ПИА из Карачи.
В 1994 году завоевал золотую медаль чемпионата мира в Сиднее и Трофея чемпионов, бронзу хоккейного турнира летних Азиатских игр в Хиросиме. В 1996 году выиграл серебро Трофея чемпионов.
В 1996 году вошёл в состав сборной Пакистана по хоккею на траве на летних Олимпийских играх в Атланте, занявшей 6-е место. Играл на позиции нападающего, провёл 6 матчей, забил 1 мяч в ворота сборной Великобритании).
В 1994 году был удостоен правительственной награды Pride of Performance.
В 1993—1998 годах провёл за сборную Пакистана 107 матчей, забил 22 мяча.